# Keren-Hakarmel

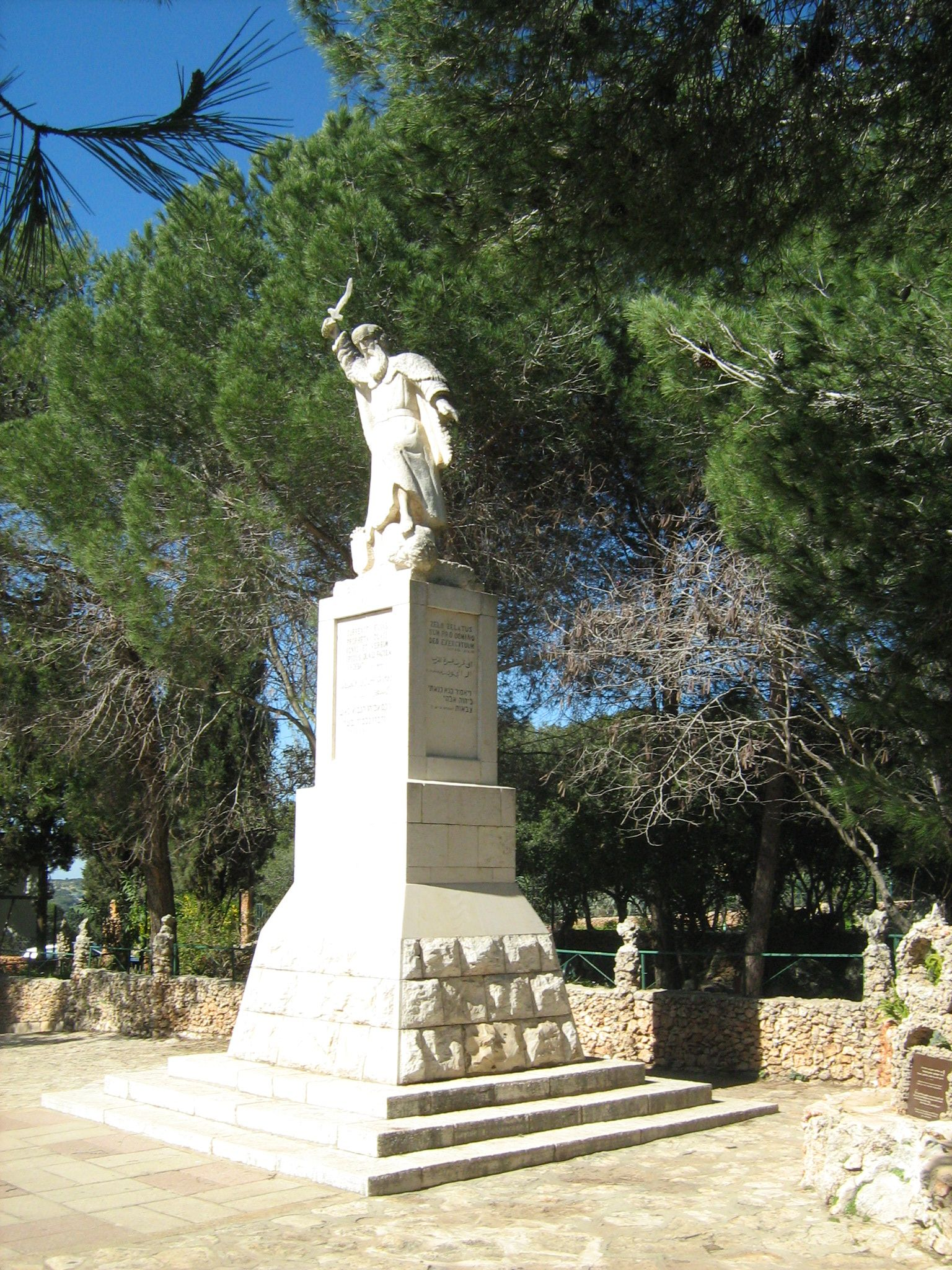

Keren-Hakarmel (קרן הכרמל), « Dir el Muhraka » sous son appellation arabe, est le nom d'un sommet montagneux haut de 474 m et situé sur la partie nord-est du mont Carmel. Il abrite un monastère et une réserve naturelle.
Le monastère, posé sur le Keren-Hakarmel, appartient à l'Ordre du Carmel et porte le nom du « Prophète Élie ». Selon la tradition, c'est l'endroit où eut lieu la confrontation entre le prophète Élie et les disciples de Baal -Rois I (18/19-40)-. Selon la tradition chrétienne locale, cet évènement biblique est situé sur une élévation proche nommée Hourvat-Douba. Les deux emplacements coïncident avec les descriptions bibliques.
À l'ombre de la tradition biblique qui témoigne d'un feu divin descendu recevoir l'offrande de sacrifice déposée par le prophète - Rois I (1/18,38) -, les Arabes appellent l'endroit la « Muhraka » (de la racine « Harika », « Feu »). Selon les écrits de la Bible, le prophète Élie égorge les disciples de Baal près de Tel-Kashish (« Tel-Hakassiss » en arabe - le « mont du Prêtre ») situé en contrebas de Keren-Hakarmel, et aux abords du Kishon.
Pour ce qui est de la sainteté de l'endroit, au XIVe siècle, un élève du Ramban dont l'histoire a oublié le nom témoigne : « Depuis Haïfa, on atteint à pied l'autel d'Élie -que son nom soit béni - en montant le mont Carmel. Depuis l'autel situé sur le mont Carmel on peut voir en bas couler le torrent du Kishon... ».
Le monastère est construit sur les bases d'une église byzantine. Le toit du monastère offre une vue panoramique sur le mont Carmel, la vallée de Jezreel, le plateau de Ménashé, le mont Amir, le Nord des monts de Samarie, le mont Guilboa, les montagnes de Galaad, la Galilée et le mont Hermon.
Dans la cour du monastère se dresse une statue relativement récente du prophète Élie.
La réserve naturelle de Keren-Hakarmel s'étend en contrebas des hauteurs. Elle abrite un paysage de roches calcaires recouvert de bosquets composés de chênes et de pistachiers.